# Канадские федеральные выборы (2006)
Кана́дские федера́льные вы́боры 2006 прошли 23 января 2006 для избрания депутатов 39-го созыва Палаты общин Канады. Наибольшее число кресел заняла Консервативная партия Канады: 40,3 % кресел, то есть 124 кресла из 308, что на 25 больше, чем 99 кресел, полученных на выборах 2004, или 36,3 % голосов (рост на 6,7 п. п. по сравнению с 29,6 % на выборах 2004). В результате было сформировано правительство меньшинства под руководством Консервативной партии со Стивеном Харпером в качестве нового премьер-министра Канады, что прервало более чем 12-летнее правление либералов. Правительство 2006 г. стало самым немногочисленным правящим меньшинством в Канаде после конфедерации.

## Причина выборов
На всеобщих выборах должен был избираться 39-й созыв Палаты общин и косвенно определиться имя следующего премьер-министра и его будущий кабинет — правительство, формируемое политической партией или коалицией, наиболее способной внушить доверие Палате (обычно это партия с наибольшим числом избранных депутатов).
Эти выборы, необычные из-за того, что проходили зимой, были объявлены вследствие вотума недоверия, принятого 28 ноября 2005. На следующий день премьер-министр Пол Мартин отправился в резиденцию генерал-губернатора Микаэль Жан, в силу традиции согласившейся распустить парламент. Кампания длилась около восьми недель и была самой долгой за два десятилетия, но между Рождеством и первым января была сделана передышка.
Ряд наблюдателей считал, что либералов (которые при Мартине формировали правительства меньшинства) ослабили недавние политические события, особенно свидетельства комиссии Гомери, производившей расследование скандала финансирования, которые вызвали серьёзные обвинения в преступной коррупции внутри партии. Хотя по закону выборы не были обязательными до 2008, у оппозиции было достаточно голосов, чтобы ускорить роспуск парламента до этой даты. Несмотря на то что премьер-министр Мартин обязался в апреле 2005 распустить парламент на следующий месяц после представления второго отчёта Гомери (планировалось на 1 февраля 2006), три партии оппозиции — консерваторы, Квебекский блок и Новая демократическая партия (НДП) — и трое из четырёх независимых депутатов решили не ждать, и вотум недоверия был принят 171 голосом против 133.

## Кандидаты

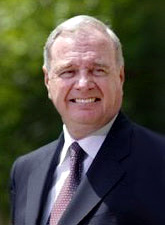
Пол Мартин, премьер-министр Канады и глава Либеральной партии Канады

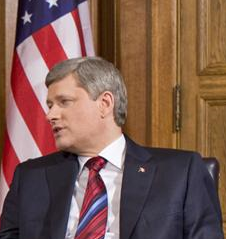
Стивен Харпер, глава оппозиции и глава Консервативной партии Канады

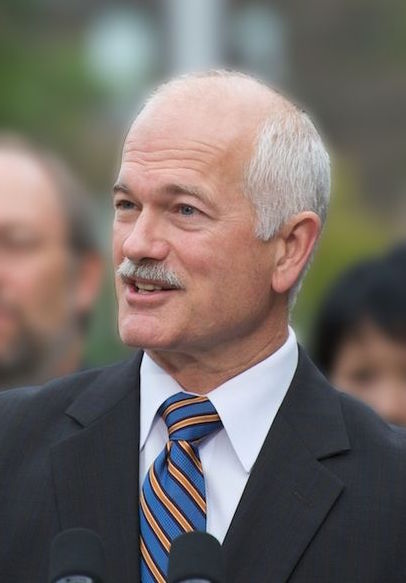
Джек Лейтон, глава Новой демократической партии Канады

Большинство аналитиков соглашались в том, что лишь либералы или консерваторы имели возможность формировать будущее правительство, хотя в канадской политической истории есть и примеры совершенно непредвиденных результатов, как например онтарийские провинциальные выборы 1990.
Либералы премьер-министра с истёкшими полномочиями Пола Мартина надеялись вернуть себе потерянное на последних выборах большинство.
Консерваторы Стивена Харпера надеялись стать третьей партией, когда-либо формировавшей федеральное правительство Канады. Постоянная слабость в Квебеке и городских районах говорили против способности консерваторов достичь абсолютного большинства. Таким образом, для формирования хотя бы правительства меньшинства необходимы были дополнительные победы в сельских округах и онтарийских пригородах.
НДП утверждала, что стратегические голоса последних минут стоили ей многих кресел в 2004, так как левые избиратели передали свои голоса либералам, чтобы помешать Стивену Харперу прийти к власти во главе консервативного правительства. Джек Лейтон всегда избегал претендовать на победу в выборах, предпочитая доказывать, что возросшая доля новодемократичных депутатов в Палате общин необходима для баланса власти при правящем меньшинстве консерваторов или либералов. Политические обозреватели давно считают, что главной целью компромисса для НДП может быть положение младших партнёров либералов в первом настоящем канадском коалиционном правительстве.
Квебекский блок получил очень удовлетворительный результат на выборах 2004, так как либералы специализировались лишь на областях с сильной федералистской наклонностью в некоторых районах Монреаля и Гатино. По иронии это означало, что округов, где Блок мог бы выиграть, оставалось очень мало — примерно около восьми. Со своими провинциальными союзниками из Квебекской партии, надеявшимися вернуться к власти в 2007, значительная доля сепаратистов в Палате общин могла бы сыграть не последнюю роль в возвращении к вопросу о независимости Квебека. Квебекский блок представлял кандидатов лишь в провинции Квебек.
В дополнение к четырём уже представленным в Палате общин партиям Зелёная партия Канады Джима Харриса хотела ещё раз представить кандидатов в каждом из 308 федеральных округов. Хотя до настоящего времени в Канаде не избирался ни один зелёный кандидат, партия уже достигла вершины в 19 % поддержки в Британской Колумбии и 10 % — в национальном масштабе. На выборах 2004 они набрали примерно 5 % голосов.

## События, произошедшие во время 38-го созыва
Досрочных выборов ждали с того времени, как выборы 28 июня 2004 привели к созданию либерального правящего меньшинства. В прошлом правительства меньшинства держались у власти в среднем не дольше года, и многие считали, что 38-й созыв Палаты был особенно неустойчивым. В нём было представлено четыре партии, и любая коалиция, достаточно крупная для получения большинства кресел в Палате общин, необходимого для сохранения правительства у власти, предполагала бы совершенно невероятные идеологические комбинации (например, либералы + консерваторы; либералы + блокисты; консерваторы + блокисты + новодемократы). С тех пор правительству угрожало свержение; даже тронная речь чуть не обернулась вотумом недоверия.

### Кризис весной 2005
Правительство было на волоске от свержения, когда свидетельства, услышанные на комиссии Гомери, настроили общественное мнение против правительства. С самого начала Квебекскому блоку очень хотелось объявить ранние выборы. Консерваторы объявили, что они также потеряли веру в авторитет правительства. Таким образом, всю весну 2005 многие считали, что либералы проиграют вотум доверия, объявив выборы, которые, возможно, пройдут весной или летом 2005.
Премьер-министр Мартин пошёл ва-банк и обратился непосредственно к народу в телевизионной речи 21 апреля, обещая потребовать роспуска парламента и объявить предвыборную кампанию через 30 дней после представления окончательного отчёта судьи Джона Гомери. Дата представления этого отчёта была после этого перенесена на 1 февраля 2006; затем Мартин объявил, что наметил день выборов в апреле 2006.
В ту же неделю НДП, сначала возражавшая против бюджета, решила по просьбе Мартина предоставить поддержку и отложить объявление выборов. Либералы согласились удалить из бюджета снижение налогов для предприятий в обмен на поддержку НДП на вотуме доверия; однако даже с поддержкой новодемократичных депутатов им не хватало трёх кресел для получения большинства в Палате общин. Для этого была совершена сенсация: 17 мая баланс власти в Палате был изменён неожиданным переходом консервативного депутата Белинды Стронак в Либеральную партию. На вотуме доверия независимые депутаты Чак Кэдмен и Кэролин Пэрриш предоставили правительству свои два голоса, которых не хватало ему для сохранения при голосовании по бюджету.
В конце концов, сделки были ненужны: консерваторы решили обеспечить сохранение правительства на вотуме доверия по первоначальному бюджету, объясняя свою поддержку сокращением налогов и военными расходами, которые в нём предусматривались. Когда Палата во втором чтении проголосовала за бюджет с поправкой 19 мая, правительство сохранило свою власть. Законопроект первоначального бюджета C-43 был принят легко, как и ожидалось; но голосование по поправке C-48 закончилось равенством голосов, и тогда председатель Палаты по парламентской традиции проголосовал за то, чтобы парламент продолжил работу. Правительство больше никогда не было так близко к пропасти, как в тот вечер. Третье чтение законопроекта C-48 проходило поздно вечером, тогда как консерваторы не дождались его и многие из них отсутствовали; законопроект был принят легко, гарантируя, что в ближайшем будущем выборов не будет.

### Последствия первого отчёта Гомери
1 ноября судья Джон Гомери представил свой первый отчёт и газетные заголовки снова оказались захвачены скандалом финансирования. Поддержка либеральной партии снова ослабла, а некоторые опросы зарегистрировали немедленное падение её на 10 %. Консерваторы и блокисты снова начали настаивать на выборах до даты, назначенной Мартином. НДП заявила, что условием её поддержки было принятие либералами мер по подавлению частных услуг здравоохранения. Либералы и НДП были, однако, неспособны прийти к соглашению, и НДП присоединилась к двум другим оппозиционным партиям и стала требовать выборов.
Однако либералы намеренно установили оппозиционные дни (дни, когда программой управляет определённая оппозиционная партия) на 15 (консерваторам), 17 (Квебекскому блоку) и 24 ноября (НДП). Эти дни гарантировали, что любые выборы надвигались бы на праздники, и идея была бы непопулярной. После переговоров между оппозиционными партиями они выдвинули премьер-министру ультиматум, требующий объявить выборы непосредственно после праздников, иначе ему не миновать немедленного вотума недоверия, что приведёт к предвыборной кампании во время праздников.
С этой же целью НДП внесла парламентское предложение, требующее, чтобы правительство объявило выборы в январе 2006 с голосованием 13 февраля; однако лишь премьер-министр имеет право советовать генерал-губернатору дату выборов. Таким образом, правительство не было связано предложением новодемократов. Мартин указал, что он по-прежнему хочет назначить дату выборов на 26 апреля 2006 и что он не признаёт это предложение (которое, благодаря оппозиционным партиям, было принято легко, как и предполагалось, 21 ноября 167 голосами против 129).
Трое глав оппозиции договорились о задержке внесения вотума недоверия до 24 ноября с целью обеспечить спокойное прохождение конференции правительства с вождями коренных жителей, намеченной как раз на 24-е число. Парламентская процедура предписывала, чтобы голосование по предложению было отложено до 28-го. Даже если бы оппозиционные партии не внесли свой вотум недоверия, правительство всё же приготовилось к провалу: впереди, 8 декабря, было голосование по дополнительным бюджетным подсчётам, и если бы оно не окончилось положительно, то недостаток средств привёл бы к свержению правительства.
Глава консерваторов и глава оппозиции Стивен Харпер внёс вотум недоверия 24 ноября, и он был поддержан главой новодемократов Джеком Лейтоном. Голосование по предложению закончилось его принятием вечером 28 ноября: все присутствовавшие депутаты НДП, Квебекского блока и Консервативной партии, а также 3 независимых (Бев Дежарле, Дэвид Килгур и Пат О’Брайен) проголосовали «за» с суммой в 171 голос. Это был пятый раз, когда канадское правительство потеряло доверие Палаты, но при этом первый раз, когда это случилось на вотуме недоверия. Четыре предыдущих случая были связаны с недостатком средств вследствие поражения на бюджетном голосовании или при резолюции порицания.
На следующее утро Мартин отправился к Микаэль Жан и формально посоветовал ей распустить парламент и назначить дату выборов на 23 января. В соответствии с канадской конституционной традицией, она согласилась (в такой просьбе было отказано лишь один раз в истории Канады — см. Дело Кинга — Бинга) официально объявить предвыборную кампанию, к которой готовились уже на протяжении многих месяцев.
В самом начале кампании опросы давали либералам твёрдое опережение на 5—10 пунктов, так как казалось, что в худшем случае они могут сформировать крепкое правительство меньшинства. Но поворотный момент произошёл между Рождеством и первым января, когда стало известно о расследовании КККП по делу о просачивании средств в финансовые круги из министерства финансов. После обнародования этой истории обстоятельства, кажется, стали значительно благоприятствовать консерваторам, которые по опросам получили примерно на десять пунктов больше либералов. Если в Квебеке консерваторы сравнялись или тем более опередили либералов, то формирование консервативного правительства большинства больше не казалось нереальным.

## Обязательства из предвыборных программ
| Квебекский блок Квебекский блок не давал никакого обещания как такового, потому что не стремится к управлению, но всё же сделал некоторые предложения во время предвыборной кампании, в том числе: - Ограничение расходных полномочий федерального правительства - Защита интересов Квебека и введение в действие концепта «квебекской нации» - Защита Киотского протокола - Создание в Квебеке хоккейной сборной | Консервативная партия - Незамедлительное уменьшение НПУ до 6 %, затем до 5 % примерно через 5 лет - Назначение независимого прокурора против коррупции - Помощь учащимся в виде вычета в 500 $ на аппаратуру и налогового кредита в 500 $ на покупку учебников - Расходование 5,3 миллиарда $ до 2010 на военный бюджет - Налоговый кредит для пользователей общественного транспорта - Принятие хартии прав ветеранов - Переговоры с провинциями по регулированию налоговой неуравновешенности - 2 миллиарда $ на дороги и инфраструктуру |

| Либеральная партия - Запрещение короткоствольного огнестрельного оружия - Продление национальной программы детских садов с 5 до 10 лет - Конституционная поправка для исключения возможности использования ограничительного условия Хартии прав и свобод федеральным правительством | НДП - Ежегодная передача 1 миллиарда $ провинциям на цели долгосрочного обслуживания на дому - Создание новых законов об окружающей среде: 1) Закон о чистой воде; 2) Закон об очищенном воздухе; 3) Закон, заставляющий платить загрязнителя - Составление исчерпывающего плана по улучшению энергетического выхода зданий - Официально включить Квебек в конституционные законы Канады |

## Хронология
- 29 ноября 2005: после провала правительства меньшинства Либеральной партии Канады генерал-губернатор по просьбе премьер-министра Пола Мартина распускает Палату общин и назначает всеобщие выборы на 23 января 2006.
- 1 декабря: Полемика вокруг налога на продукты и услуги; лидер Консервативной партии Стивен Харпер обещает снизить налог до 5 % за время своего правления, если будет избран. Лидеры других партий заявили, что это обещание безответственно.
- 1 декабря: Под прицелом предвыборных атак оказался Wal-Mart Canada. После показа сенсационного документального фильма Си-Би-Си, рассказывающего о детском труде в Бангладеш на фабриках по производству одежды, продаваемой в Канаде, появились обвинения со стороны Квебекского блока, а премьер-министр Пол Мартин обещает издать закон о запрете детского труда в канадских компаниях.
- 3 декабря: На вопрос, повёл ли бы Джек Лейтон свою жену в частную клинику, он ответил, что предпочёл бы остаться дома и разделить с ней страдания.
- 13 декабря: Пол Мартин выслушивает наставления от посла США Дэвида Уилкинса, который предписывает ему прекратить обрушиваться на США ради улучшения своей кампании в Канаде.
- 15 декабря: Первые телевизионные дебаты глав на французском языке. Документ, подробно рассказывающий о стратегии либеральной кампании в Квебеке по ошибке попадает в руки Си-Би-Си. В нём указаны округа с повышенным риском и округа, на которые партия может вообще не рассчитывать.
- 16 декабря: Первые телевизионные дебаты глав на английском языке.
- 2 января 2006: Консервативная партия впервые опережает либералов по опросам. 33 процента канадцев поддержали бы консерваторов, а 32 процента — либералов. Поддержка НДП составляет 18 процентов.
- 9 января: Вторые телевизионные дебаты глав на английском языке.
- 10 января: Вторые телевизионные дебаты глав на французском языке.
- 23 января: Победа Консервативной партии.

## Предвыборные лозунги
Предвыборные лозунги партий на выборах 2006:
|              | Английский лозунг                        | Перевод с англ.                            | Французский лозунг                        | Перевод с фр.                              |
| Консерваторы | Stand up for Canada                      | Встанем за Канаду                          | Changeons pour vrai                       | Реальные изменения                         |
| Либералы     | Choose your Canada/Making Canada succeed | Выбери свою Канаду/Сделаем Канаду успешной | Un Canada à votre image/Réussir le Canada | Канада вашей мечты/Сделаем Канаду успешной |
| НДП          | Getting results for people               | Конкретные дела для людей                  | Des réalisations concrètes pour les gens  | Конкретные дела для людей                  |
| КБ           | никакого                                 | --                                         | Heureusement, ici, c’est le Bloc !        | К счастью, здесь есть Блок!                |
| Зелёные      | We can                                   | Мы можем                                   | Oui, nous pouvons                         | Да, мы можем                               |

## Результаты

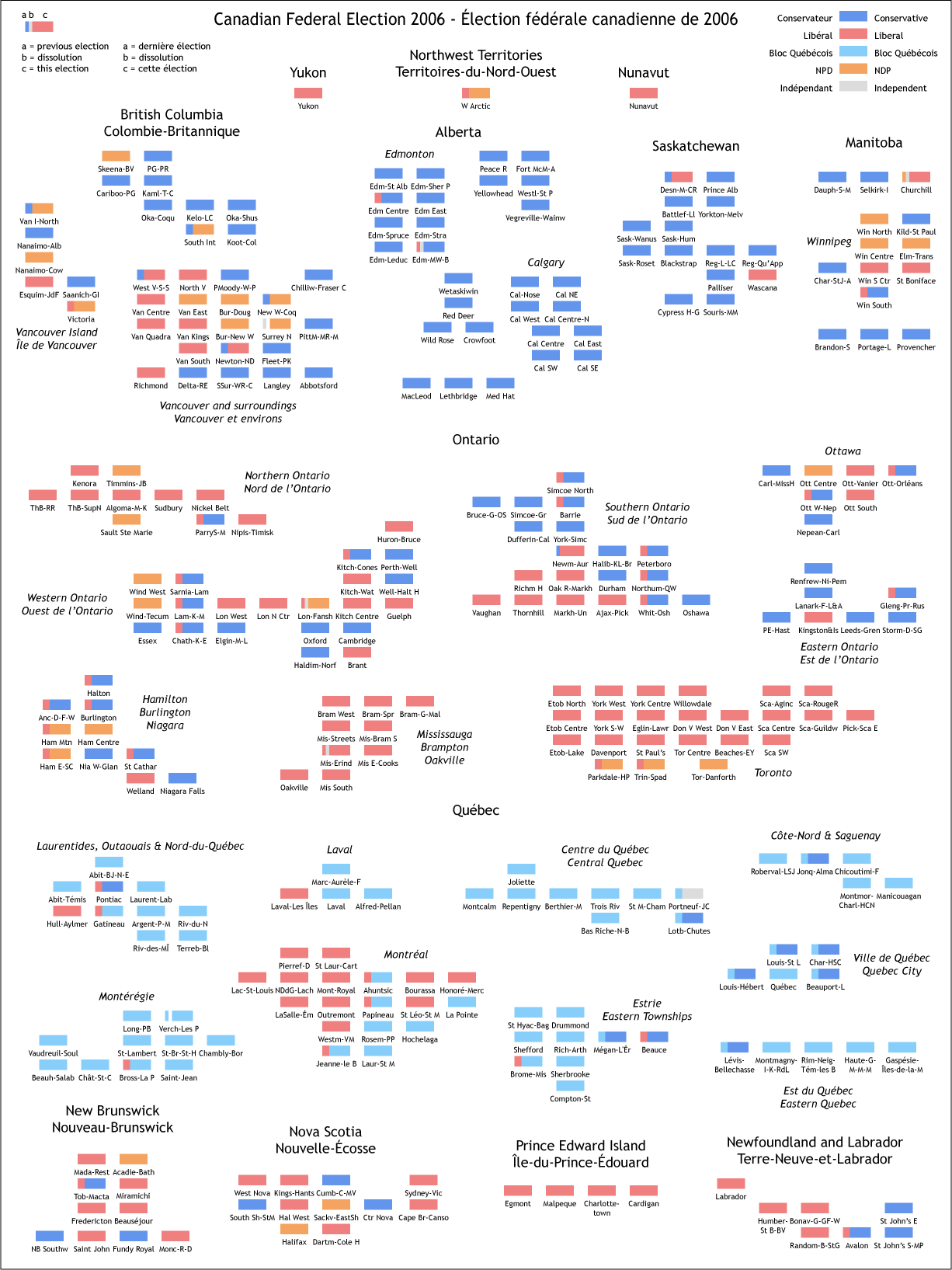

Стивен Харпер был переизбран в своём округе Юго-Восток Калгари, который он представлял с 2002 и обеспечил себе кресло в новом созыве Палаты.
Выборы прошли 23 января 2006 года. Первые избирательные участки закрылись в 19 ч. (по восточному времени); Избирательная служба Канады начала публиковать предварительные результаты на своём сайте в 22 ч. (по восточному времени), как только закрылись последние избирательные участки. Немного после полуночи 24 января 2006 премьер-министр с истёкшими полномочиями Пол Мартин соглашается с поражением и объявляет о своей отставке с поста главы Либеральной партии. При этом он остался в Палате депутатом от Ласаля — Эмара — округа в районе Монреаля, который он представляет ещё со времён выборов 1988.
В 9 ч. 30 мин. 24 января Мартин вручил генерал-губернатору Микаэль Жан заявление об отставке с поста премьер-министра. Позже был проведён инвеститурный съезд Либеральной партии для избрания преемника Пола Мартина. В тот же день, в 18 ч. 45 мин. Жан призвала Харпера сформировать правительство. 6 февраля премьер-министр и его совет министров дали присягу.

### Страна
Результаты показали, что консерваторы со 124 креслами в Палате общин добились правящего меньшинства и имели либеральную официальную оппозицию с усиленной НДП. Выиграв в 124 из 308 округов страны (+ 26) и получив 36,3 % голосов, консерваторы победили на выборах, но не получили абсолютного большинства в 155 кресел. Большинство голосов они получили в Онтарио и Квебеке и потерпели некоторые потери на Западе. Несмотря на стремление произвести хорошее впечатление, они не получили ни одного избранника от трёх крупнейших городов страны (Ванкувера, Торонто и Монреаля), но завоевали десять кресел в Квебеке, где получили около 25 % голосов (тогда как раньше не получали там ни одного процента) и опередили либералов (с 20 %). В Онтарио и атлантических провинциях их обошли либералы, зато в Альберте они получили все 28 кресел (65 % голосов). Часть голосов консерваторов и либералов оказалась почти полностью обратной их результатам в 2004; однако консерваторам не удалось собрать столько же кресел, сколько было у либералов в 2004.
Либералы проиграли со 103 избранниками (- 30) и 30,3 % голосов. Они завоевали два кресла от Нунавута и Юкона и опередили консерваторов в Онтарио и атлантических провинциях. В своей речи после поражения Пол Мартин заявил, что не поведёт Либеральную партию Канады на других выборах.
НДП заняла новые кресла в Британской Колумбии и Онтарио, заметно увеличив свою долю голосов по сравнению с 2004. Они заняли единственное депутатское кресло от Северо-Западных территорий и пришли вторыми после консерваторов, но перед либералами в Британской Колумбии.

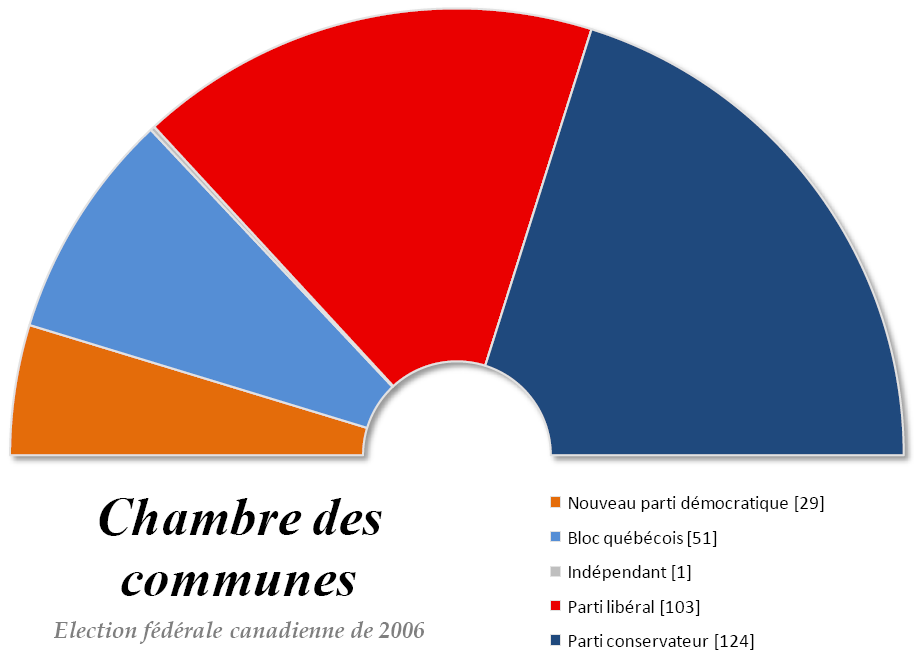
Первоначальное распределение кресел в Палате общин после выборов 2006
Консерваторы (124)
Либералы (103)
Блокисты (51)
Новодемократы (29)
Независимый (1)

Блоку удалось занять почти столько же кресел, как в 2004, несмотря на потерю значительной части народных голосов из-за нового разделения между консерваторами и либералами. Внутренний отчёт, опубликованный Элен Алари в 2007, показал, что Блок серьёзно отдалился от франкоканадских ценностей и принял монреалецентричный подход. Результаты вызвали значительный кризис внутри партии.
По-прежнему сохраняя шансы на своё первое кресло в парламенте, Зелёная партия с увеличением числа голосов на 0,2 % по сравнению с выборами 2004 не смогла прорваться даже в Британской Колумбии, на которую они возлагали самые большие надежды.
В округе Парри-Саунд — Мускока было автоматически устроено судебное рассмотрение, так как предварительные результаты давали консерватору Тони Клементу победу над его либеральным соперником Энди Митчеллом с перевесом всего лишь в 21 голос и разница между кандидатами была меньше 0,1 %. После пересчёта было подтверждено, что Клемент победил с отрывом в 28 голосов.
Консервативный кандидат Джереми Харрисон, которого с незначительным перевесом в 72 голоса обошёл либерал Гэри Мерасти в саскачеванском округе Денете — Миссинипи — Река Черчилл, стал утверждать о подтасовке выборов, но решил не начинать судебную процедуру. Но в округе всё-таки было устроено судебное рассмотрение, и Мерасти был объявлен победителем с отрывом, сократившимся до 68 голосов.
Предварительные результаты показали, что своим избирательным правом воспользовалось 64,9 % зарегистрированных избирателей, что значительно больше по сравнению с 2004, когда на участки пришло всего лишь 60,9 %.
| 2004                    | Роспуск                        | 2006                           | % разн.   | #         | %   | Разн. |         |            |        |        |
|                         | Консерваторы                   | Стивен Харпер                  | 308       | 99        | 98  | 124   | +25,3 % | 5 374 071  | 36,3 % | +6,7 % |
|                         | Либералы                       | Пол Мартин                     | 308       | 135       | 133 | 103   | -23,7 % | 4 479 415  | 30,2 % | -6,5 % |
|                         | Квебекский блок                | Жиль Дюсеп                     | 75        | 54        | 53  | 51    | -5,6 %  | 1 553 201  | 10,5 % | -1,9 % |
|                         | НДП                            | Джек Лейтон                    | 308       | 19        | 18  | 29    | +52,6 % | 2 589 597  | 17,5 % | +1,8 % |
|                         | Независимые/Без принадлежности | Независимые/Без принадлежности | 90        | 1         | 4   | 1     | -       | 81 860     | 0,5 %  | Н/Д    |
|                         | Зелёные                        | Джим Харрис                    | 308       | -         | -   | -     |         | 664 068    | 4,5 %  | +0,2 % |
|                         | Христианское наследие          | Рон Грей                       | 45        | -         | -   | -     |         | 28 152     | 0,2 %  | -0,1 % |
|                         | Канадские прогрессисты         | Трейси Парсонс                 | 25        | -         | -   | -     |         | 14 446     | 0,1 %  | 0,0 %  |
|                         | Марксисты-ленинисты            | Сандра Л. Смит                 | 69        | -         | -   | -     |         | 14 151     | 0,1 %  | 0,0 %  |
|                         | Марихуана                      | Блэр Лонгли                    | 23        | -         | -   | -     |         | 9171       | 0,1 %  | -0,1 % |
|                         | Канадское дело                 | Конни Фогал                    | 34        | -         | -   | -     |         | 6102       | 0,0 %  | -0,1 % |
|                         | Коммунисты                     | Мигель Фигерон                 | 21        | -         | -   | -     |         | 3022       | 0,0 %  | 0,0 %  |
|                         | Либертарианцы                  | Жан-Серж Бриссон               | 10        | -         | -   | -     |         | 3002       | 0,0 %  | 0,0 %  |
|                         | Коренные народы                | Барбара Уордло                 | 5         | *         | -   | -     | *       | 1201       | 0,0 %  | *      |
|                         | Западный блок                  | Дуг Кристи                     | 4         | *         | -   | -     | *       | 1094       | 0,0 %  | *      |
|                         | ПГОССЖ                         | Лиз Уайт                       | 1         | *         | -   | -     | *       | 72         | 0,0 %  | *      |
|                         | Вакантные                      | Вакантные                      | Вакантные | Вакантные | 2   |       |         |            |        |        |
| Всего                   | Всего                          | Всего                          | 1634      | 308       | 308 | 308   | -       | 14 845 680 | 100 %  |        |
| Источник: Выборы Канады |                                |                                |           |           |     |       |         |            |        |        |

Примечания:
- Регистрация кандидатов закончилась 2 января 2006. Приведённое выше число кандидатов основано на официальных записях. Регистрация становится официальной 5 января 2006.
- «Роспуск» обозначает распределение кресел к моменту роспуска Палаты.
- «% разн.» обозначает разницу по отношению к предыдущим выборам.
- * обозначает, что партия не выдвигала кандидатов на предыдущих выборах.
- См. дополнительные примечания ниже.

### По провинциям
| Партия        | Партия                         | Партия        | БК   | АБ   | СК   | МБ   | ОН   | КК   | НБ   | НШ    | ОПЭ  | НЛЛ   | НУ   | СЗТ  | ТЮ    | Всего |
| ------------- | ------------------------------ | ------------- | ---- | ---- | ---- | ---- | ---- | ---- | ---- | ----- | ---- | ----- | ---- | ---- | ----- | ----- |
|               | Консерваторы                   | Кресла:       | 17   | 28   | 12   | 8    | 40   | 10   | 3    | 3     | -    | 3     | -    | -    | -     | 124   |
|               | Консерваторы                   | Голоса:       | 37,3 | 65,0 | 48,9 | 42,8 | 35,1 | 24,6 | 35,7 | 29,69 | 33,4 | 42,67 | 29,6 | 19,8 | 23,67 | 36,25 |
|               | Либералы                       | Кресла:       | 9    | -    | 2    | 3    | 54   | 13   | 6    | 6     | 4    | 4     | 1    | -    | 1     | 103   |
|               | Либералы                       | Голоса:       | 27,6 | 15,3 | 22,4 | 26,0 | 39,9 | 20,7 | 39,2 | 37,15 | 52,5 | 42,82 | 39,1 | 34,9 | 48,52 | 30,2  |
|               | Квебекский блок                | Кресла:       |      |      |      |      |      | 51   |      |       |      |       |      |      |       | 51    |
|               | Квебекский блок                | Голоса:       |      |      |      |      |      | 42,1 |      |       |      |       |      |      |       | 10,5  |
|               | НДП                            | Кресла:       | 10   | -    | -    | 3    | 12   | -    | 1    | 2     | -    | -     | -    | 1    | -     | 29    |
|               | НДП                            | Голоса:       | 28,6 | 11,6 | 24,0 | 25,4 | 19,4 | 7,5  | 21,9 | 29,84 | 9,6  | 13,58 | 17,6 | 42,1 | 23,85 | 17,5  |
|               | Независимые/Без принадлежности | Кресла:       |      |      |      |      |      | 1    |      |       |      |       |      |      |       | 1     |
|               | Независимые/Без принадлежности | Голоса:       |      |      |      |      |      | 0,9  |      |       |      |       |      |      |       | 0,1   |
| Всего кресел: | Всего кресел:                  | Всего кресел: | 36   | 28   | 14   | 14   | 106  | 75   | 10   | 11    | 4    | 7     | 1    | 1    | 1     | 308   |

### По округам
| - Ньюфаундленд и Лабрадор - Остров Принца Эдуарда - Новая Шотландия | - Нью-Брансуик - Квебек - Онтарио | - Манитоба - Саскачеван - Альберта | - Британская Колумбия - Территории |

### 10 округов с жесточайшей борьбой
1. Парри-Саунд — Мускока (ОН): Тони Клемент (конс.) опередил Энди Митчелла (либ.) на 28 голосов
2. Денете — Миссинипи — Река Черчилл (СК): Гэри Мерасти (либ.) опередил Джереми Харрисона (конс.) на 73 голоса
3. Юг Виннипега (МБ): Род Бруинудж (конс.) опередил Рега Алькокка (либ.) на 111 голосов
4. Гленгарри — Прескотт — Рассел (ОН): Пьер Лемье (конс.) опередил Рене Бертиома (либ.) на 203 голоса
5. Луи-Эбер (КК): Люк Харви (конс.) опередил Роже Клаве (КБ) на 231 голос
6. Сент-Катаринс (ОН): Рик Дикстра (конс.) опередил Уолта Ластевку (либ.) на 244 голоса
7. Тобик — Мактакуак (НБ): Майк Аллен (конс.) опередил Энди Савоя (либ.) на 254 голоса
8. Тандер-Бей — Север озера Верхнее (ОН): Джо Комуцци (либ.) опередил Брюса Хайера (НДП) на 408 голосов
9. Запад Новой Шотландии (НШ): Робер Тибо (либ.) опередил Грега Керра (конс.) на 511 голосов
10. Брант (ОН): Ллойд Сент-Аманд (либ.) опередил Фила Маккоулмана (конс.) на 582 голоса

### Опросы
- (англ.) Резюме опросов в английской Википедии

### Правительственные ссылки
- Выборы Канады
  - База данных выставлений
- Парламент Канады
- Премьер-министр Канады

### Национальное освещение в СМИ
- Репортаж Си-Би-Си — Федеральные выборы 2006
  - Первые дебаты глав на французском
  - Первые дебаты глав на английском
  - Вторые дебаты глав на французском
- cyberpresse.ca — К 23 января
- Девуар — Материалы: Федеральные выборы

### Сайты партий
- Либеральная партия Канады
- Консервативная партия Кнаады
- Квебекский блок
- Новая демократическая партия
- Зелёная партия Канады
- (англ.) Канадская партия голосующих за окружающую среду в союзе с животными Архивная копия от 5 ноября 2016 на Wayback Machine
- Канадское дело
- Партия христианского наследия Канады
- (англ.) Коммунистическая партия Канады
- (англ.) Канадская национальная партия коренных народов
- (англ.) Либертарианская партия Канады
- Марихуана
- Марксистско-ленинистская партия Канады
- Канадская прогрессивная партия
- (англ.) Западный блок

### Общие ссылки
- За какую партию голосовать? (saplin.com)
- Сравнение платформ Конгрессом труда Канады